# Pomasia sparsata
Pomasia sparsata är en fjärilsart som beskrevs av George Francis Hampson 1902. Pomasia sparsata ingår i släktet Pomasia och familjen mätare. Inga underarter finns listade i Catalogue of Life.